# Архитектурен ансамбъл „Средна махала“
Архитектурният ансамбъл „Средна махала“ се намира в град Копривщица между между реките Тополница, Бяла река и Косьово дере, в западния край на града. Първоначлното име е Балабанова махала, на името на автора на Балабановия ферман.
Централно място изобщо в град Копривщица заема Мавзолеят на Априлското въстание, построен на мястото на сградата на старото общинско управление на града, помещавало се в стария конак на мюдюрина. От тук кърсердаринът Неджиб ага се  е отправил да арестува Тодор Каблешков. Този акт послужва за повод да бъде обявено Априлското въстание през 1876 година. Наблизо до това паметно място се намира къщата на въстаника Тодор Карапетков, по професия търговец, използвана известно време от Общинския здравен център „Д-р Рашко Хаджистойчев“. Непосредствено до нея е домът на възрожденците Вълко и Тодор Чалъкови, видни дарители на Рилския и Бачковския манастири, на черкови в Пловдив, училището „Св. св Кирил и Методий“ в Копривщица и други обществени начинания в града. Чалъковата чешма (построената от Нешо Тодоров Чалъков) също се намира там.
Срещу тази ранновъзрожденска къща е Десьовската къща, построена вече по време на разцвета на този архитектурен стил в града. Наблизо е Пулековата къща, превърната в частно училище и роден дом на Христо Пулеков. В тази зона е и наречената на фамилното име на един от собствениците си Лютова къща. Сакрално място наблизо има  Калъчевият мост с надвисналата над него Бозова къща, а тя с интересната си стара архитектура. Друг забележителен дом е Патьовата къща, тази на поборника Патьо Млъчков с нейния „кобиличен“ фронтон. На същата улица са Мирчовата чешма са и бащината къща на професор Гаврил Кацаров и къщата на въстаника Танчо Шабанов. Тази част на Средна махала придобива завършен вид с новата черква „Свети Николай“ и вградената в нейния ограден дувар Моравенова чешма. Те са в своеобразен комплекс с поръчаните от същите ктитори Моравенова къща и Моравенов мост, построени от архитектона и устбашията (главен майстор) на дюлгерския еснаф Уста Гавраил. От там по Шейтан мост, също над Косьово дере, с многото си стари, каменни мостове се преминава в Тороман махала.
Ако мислено човек се върне малко назад, в близост с централният административен площад с паметника на Антон Иванов е Поп-Стояновата чешма. Тя се намира на близкият кооперативен пазар, където е бил родния дом на Найден Попстоянов. Също там е и класическата гимназия „Любен Каравелов“, седалище на Общинския съвет и кмета на града, а до нея е дома на Тодор Тумангелов. Друг исторически обект е паметника на падналите във войните Копривщенци, офицери, подофицери и войници, построен от директора на вестникарското дружество „Куриерът“. Мемориалът се намира в общия двор на градското читалище с неговия кино и театрален салон и основното училище, първото класно училище от 1837 година. На края трябва да бъде спомената и Павликянската къща – единствената постройка в Копривщица, оцеляла след трите опожарявания на града от кърджалийските погроми.
В Средна махала, на т.нар. „Бит пазар“ е въздигнат и паметника на загиналите до 1944 година копривщенци и на тези в Отечествената война.

## Фотографии на Архитектурен ансамбъл „Средна махала“
- Млъчкова къща
- Десьовската къща
- Чалъкова къща
- Новата черква „Свети Николай“
- Класното училище „Св. св. Кирил и Методий“
- Къщата на Христо Пулеков
- Класическата гимназия „Любен Каравелов“